# Chariot élévateur
 (novembre 2022).
Si vous disposez d'ouvrages ou d'articles de référence ou si vous connaissez des sites web de qualité traitant du thème abordé ici, merci de compléter l'article en donnant les références utiles à sa vérifiabilité et en les liant à la section « Notes et références ».
Un chariot élévateur (ou charriot élévateur) est un appareil de levage et de manutention destiné au transfert de charges dans les usines ou les entrepôts. Il sert principalement au transport de produits finis depuis les chaînes de fabrication vers les lieux de stockage, au chargement et au déchargement de camions, wagons, navires et autres moyens de transport, bien que sa souplesse d’utilisation rende d’autres usages possibles.

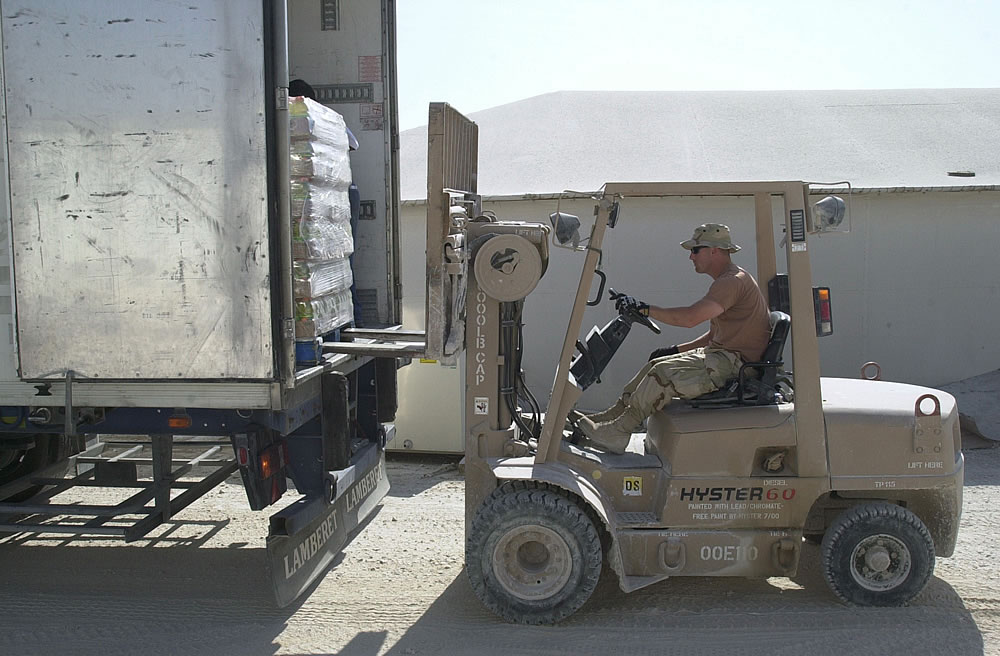
Déchargement d'une palette avec un chariot élévateur.

## Histoire

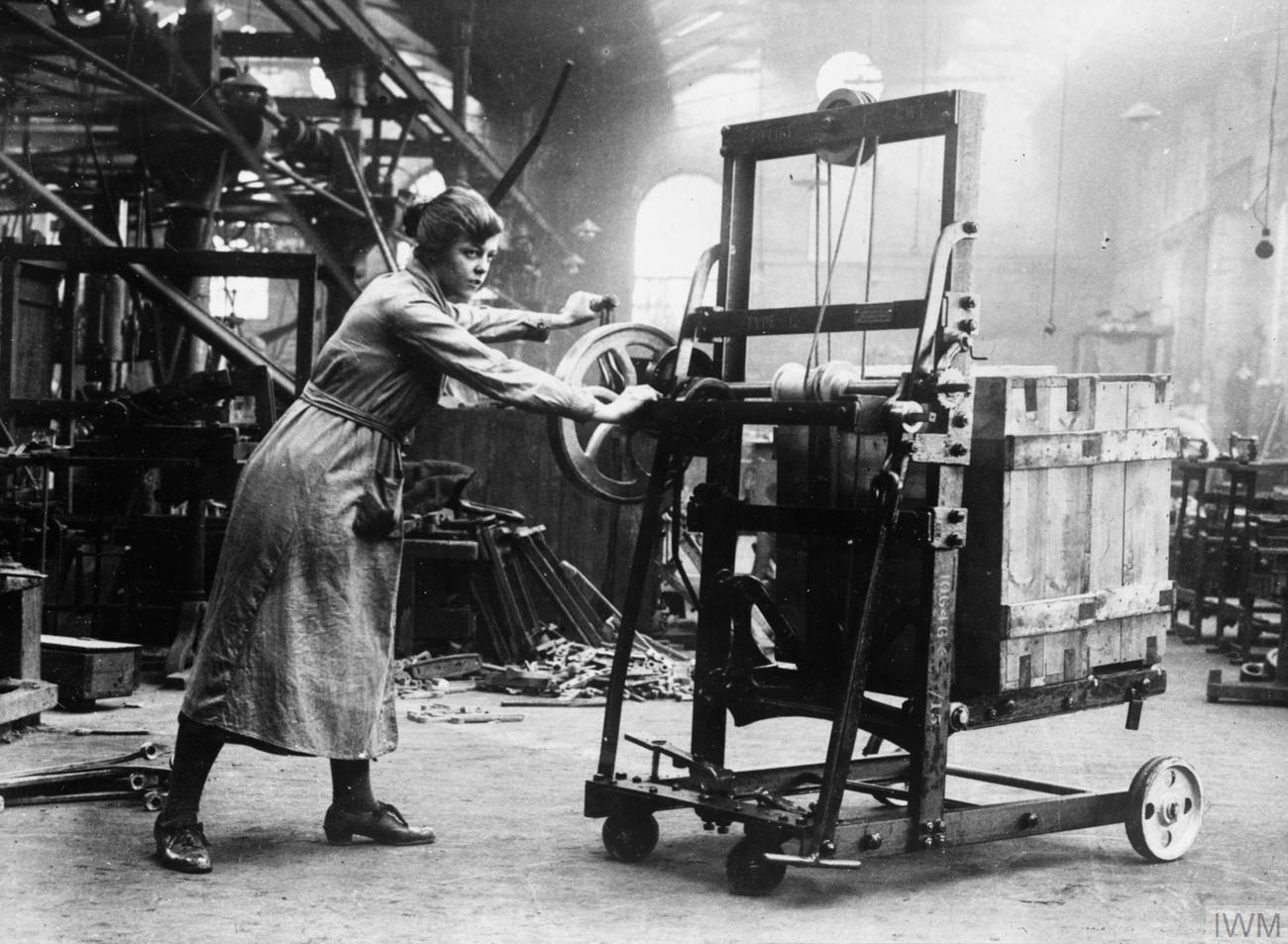
Femme faisant la démonstration d'un chariot élévateur. Bowling Iron Works, Bradford, Première Guerre mondiale.

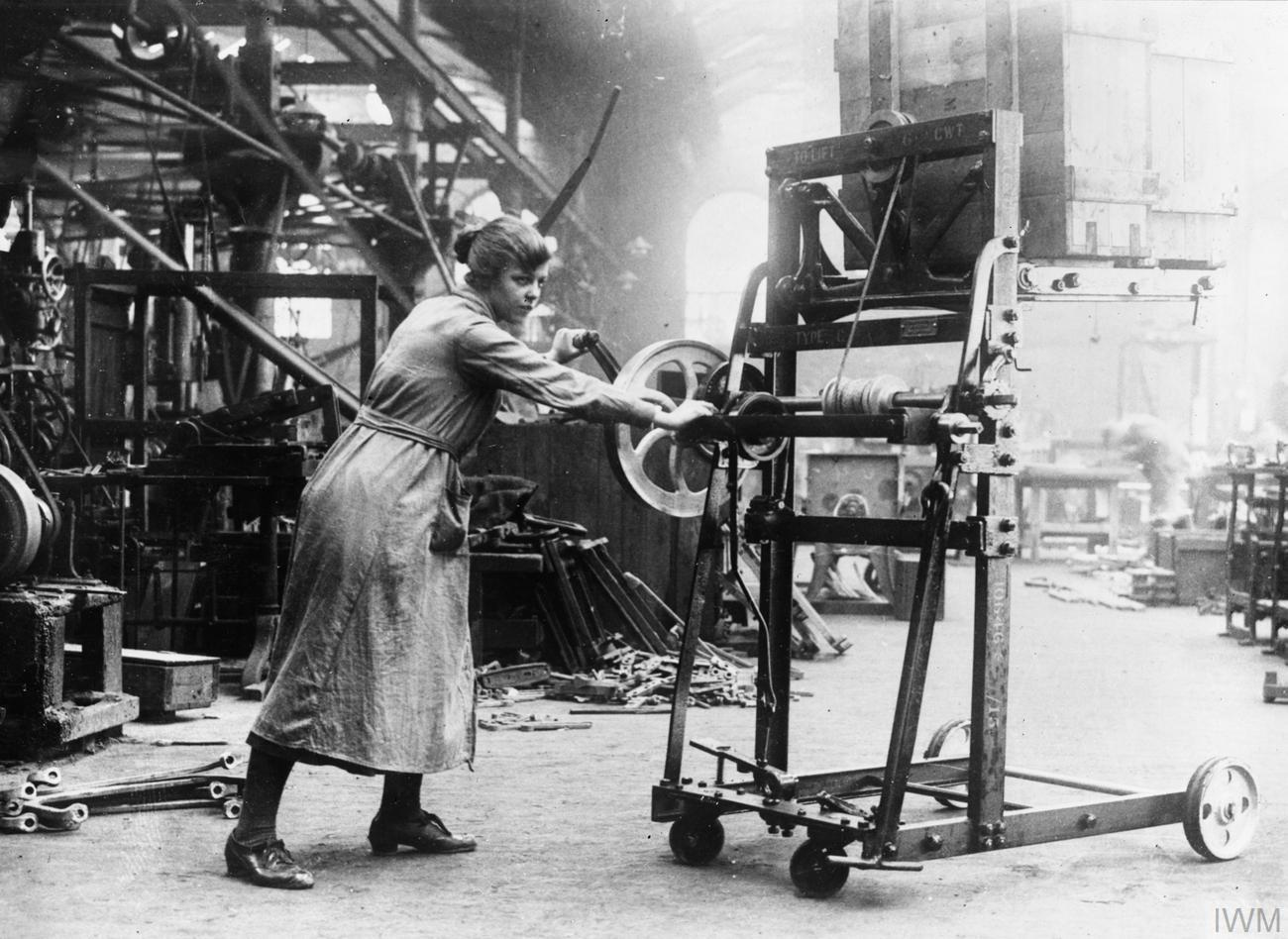
Idem.

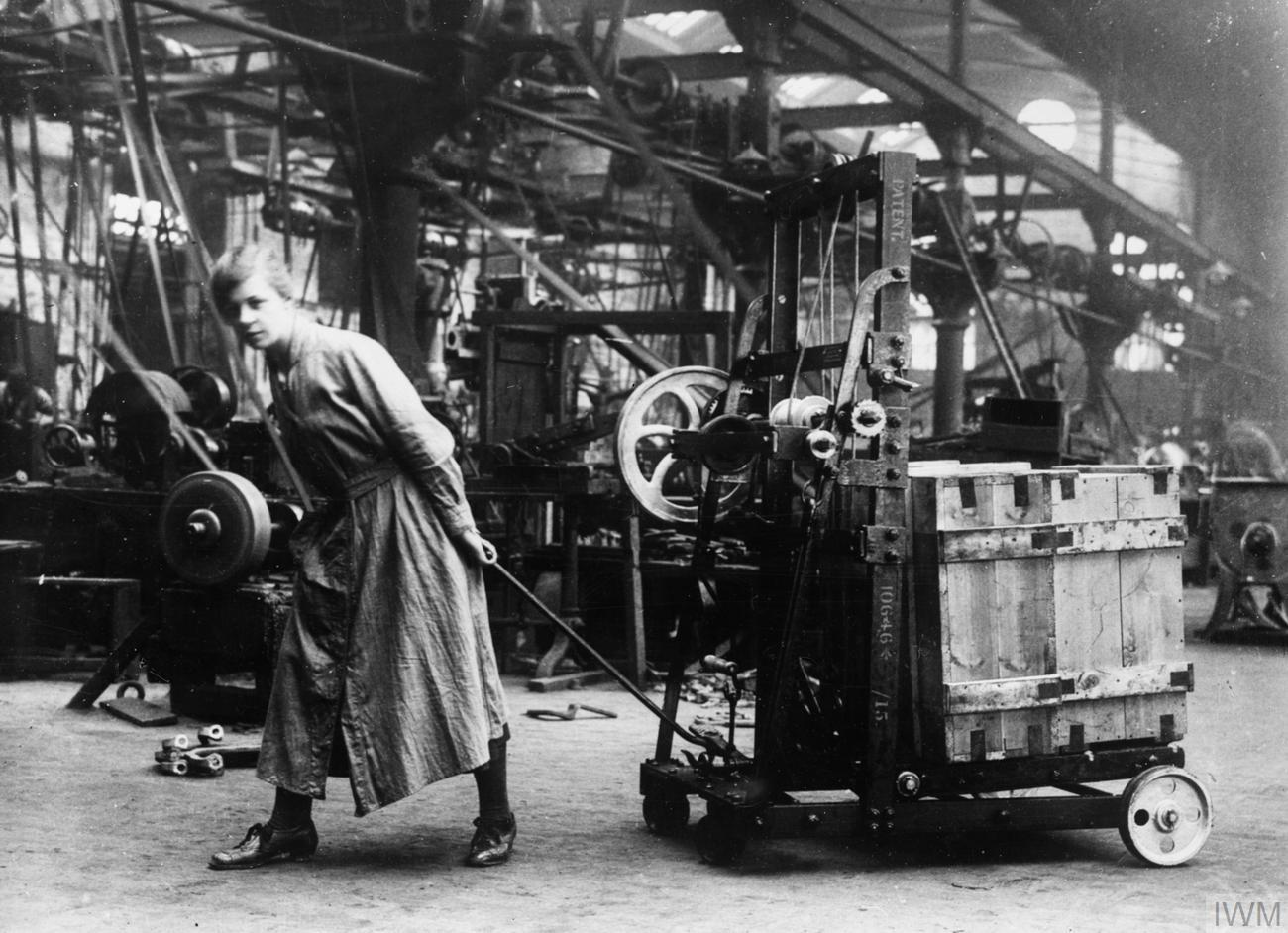
Idem. British Patent 10646/15.

Les premières versions ont été des chariots à fourches fabriqués en 1917 par l'industriel anglais installé aux États-Unis, Eugene Clark. La renommée de Clark dans le domaine a fait de ce nom de marque un nom commun, c'est toutefois aussi vrai de Fenwick qui fut le premier à construire de telles machines en France, ou bien encore de Prat (aujourd'hui disparue). La rationalisation du métier et les enjeux économiques associés impliquent aujourd'hui l'utilisation de noms descriptifs précis correspondant à chaque application de la grande famille des chariots élévateurs (seul nom véritablement générique). Même si Clark a été l'un des premiers à fabriquer des chariots élévateurs, Yale et Ransones en ont aussi fabriqué dès 1917 et 1920. Il existe, au Royaume-Uni, un musée du chariot élévateur où des passionnés reconstruisent des machines anciennes.

## Utilisation
Le chariot élévateur est conçu essentiellement pour la manutention de palettes. Il existe toute une variété de modèles pouvant transporter des charges légères (cartons, bacs, bobines) en préparation de commandes avec des roll containers mais aussi de 700 kg à 1,6 t (palettes) à plus de 40 t (conteneurs), et pouvant gerber sur des hauteurs de plus de 11 m. Il est équipé en majorité de deux bras de fourche formant une fourche, mais il peut être aussi doté d'un équipement, parmi une variété adaptée à la charge à manutentionner : pinces hydrauliques pour la prise de bobines ou de rouleaux de papier, palonniers à conteneurs, pieux horizontaux (éperon) pour les pièces cylindriques à axe évidé, pinces pour appareils électroménagers, à chaque charge son système de préhension.

## Électrique et hybride
Ces matériels fonctionnent généralement avec des moteurs thermiques alimentés au gaz ou au gazole. Les contraintes d'environnement entraînent l'usage de matériel à moteurs électriques avec une alimentation par batterie d'accumulateurs permettant en particulier un usage dans le secteur agro-alimentaire ou la pharmacie, ou bien encore de technologies hybrides (inspirées de l'univers automobile) comme le RX70 de Still, premier chariot au monde couplant en série un moteur thermique VW et une génératrice qui alimente deux moteurs électriques, permettant une consommation de moins de 2 L/h. En raison du coût de la main d'œuvre, un paramètre plus important que la consommation à l'heure des chariots élévateurs est le temps passé, voire perdu, à effectuer le remplissage ou l'échange du « réservoir énergétique » quelle que soit l’énergie : Diesel, gaz, électrique. Ainsi, la mesure des temps d’accès et de manœuvre pour accéder aux réservoirs/cuves de gazole, aux bouteilles/cuves de gaz, aux salles de charge des batteries d'accumulateur, favorise l'utilisation de réservoir embarqué plus important en volume (en litres ou ampères-heures). Suivant les constructeurs, ou les modèles, les écarts varient dans un rapport de 1 à 3.

## Description technique

Les éléments d'un chariot élévateur.

Un chariot élévateur est généralement composé des éléments suivants :
- le chariot lui-même, est une machine mobile  multi roues (ou parfois des galets, ou des roulettes, ou bien encore des chenilles) motrice(s), directrice(s), porteuses. Pour une plus grande sécurité et stabilité de l'engin, celui-ci peut être équipé de « pneus » pleins, évitant les risques liés à une crevaison au cours d'une opération de chargement, manutention ou déchargement. La nature du sol d'utilisation conditionne le type de roulage choisi ;
- un moteur à combustion interne alimenté par du GPL, ou du gazole, ou un moteur électrique à courant continu ou à courant alternatif alimenté par une batterie d'accumulateurs ou par des piles à combustible ;
- un système de transmission de la puissance du moteur aux roues qui peut être par :
  - boîte mécanique, par engrenage à bain d'huile et embrayage,
  - boîte automatique avec convertisseur de couple et un procédé à disques d'embrayage multiple,
  - pompe hydrostatique qui entraîne des moteurs hydrauliques pour chaque roue,
  - transmission hybride : moteur thermique couplé à un moteur électrique avec pilotage électronique pour l'alimentation directe de moteurs de translation électriques ;
- le mât est l'assemblage vertical de profils métalliques (liaison glissière) qui permet de lever, de baisser et d'incliner (liaison pivot) la charge. Le mât peut être actionné hydrauliquement : il se compose d'un ou plusieurs vérin et de rails emboîtés qui coulissent les uns dans les autres grâce à des rouleaux intermédiaires ; ils servent de guide pour soulever, baisser et pour assurer la stabilité latérale. Le mât peut aussi être actionné par des chaînes par un moteur de pompe hydraulique fournissant la puissance élévatrice. Dans tous les cas, le circuit hydraulique est équipé d'un limiteur de vitesse de descente (dit parachute). Dénominations de mâts génériques : simplex (une paire de profils), duplex (deux paires de  profils), triplex (trois paires de  profils), quadruplex (quatre paires de  profils). Les termes « télescopique » et « Niho » sont parfois utilisés, ils correspondent respectivement à un mât duplex petite levée libre, et duplex grande levée libre. Le choix entre les uns ou les autres s'effectue en fonction de la hauteur d'élévation maximale souhaitée, et de la hauteur de passage de porte la plus basse, ou bien encore en fonction de la hauteur maximale disponible pour gerber dans l'endroit le plus contraignant de l'entrepôt(mezzanine, camion, plafond bas), dans ces lieux un mât à grande levée libre est requis ;
- le tablier porte-charge, sur lequel sont fixées la ou les fourche en métal ou les équipements optionnels, se déplace le long du mât au moyen de chaînes, ou en étant fixé directement au vérin hydraulique. Généralement, le porte-charge qui est  monté sur roulement, est guidé et se déplace entre les deux rails du mât ;
- une ou plusieurs fourches, qui sont les bras en forme de L qui retiennent la charge. La partie verticale arrière de la fourche est le plus souvent accrochée au tablier porte-charge au moyen d'un crochet ou d'un loquet (fourches de classe FEM I à IV en fonction du poids). Quelques fourches sont montées sur un axe, elles sont appelées « fourches à œil » ou « pin type ». La portion horizontale des fourches est effilée pour faciliter l'insertion dans ou sous la charge, on peut les déplacer horizontalement et verticalement au moyen de vérins hydrauliques. Pour des utilisations particulières, un chariot à fourches peut être équipé avec toute une variété d'autre équipements, incluant les pinces, les pinces pour carton, les boucliers racleurs, les manipulateurs de poteaux, les manipulateurs de conteneurs, les pinces pour rouleaux et d'autres. La masse de ces équipements se déduit généralement de la charge admissible du chariot. Cette déduction tient aussi à l'éloignement du centre de gravité de la charge (CDG exprimé en mm, par exemple 500 mm, 600 mm, 1 200 mm), dû à ces équipements ;
- un support arrière de charge ou dosseret d'appui de charge est installé quand la charge est plus haute que le haut du porte-charge ; c'est une extension semblable à un râtelier boulonné ou soudée au tablier porte-charge pour empêcher la charge de se déplacer en arrière ;

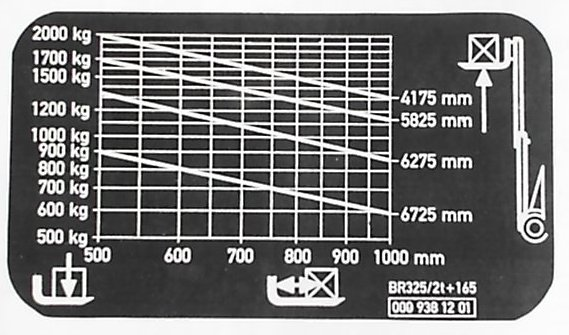
Exemple de diagramme de capacité d'un chariot élévateur.

- la cabine, qui avec une place pour le conducteur ou cariste, contient tous les actionneurs de mouvements : les pédales de commande, le volant de direction, les boutons et les leviers de commande hydraulique pour diriger le chariot, un tableau de bord avec les voyants et un diagramme de charge informant le conducteur du poids à ne pas dépasser en fonction des dimensions de la charge et de la hauteur d'élévation. La cabine peut être ouverte avec un simple Toit Protege Conducteur (protection semblable à une cage), ou fermée. Le cariste qui conduit le chariot est protégé, des objets tombant, par ce toit en métal soutenu par des poteaux (des équipements additifs : métal déployé, plaque synthétique ou vitre securit viennent compléter cette protection) ;
- les chariots élévateurs en porte-à-faux ont un contrepoids d'équilibrage, qui est une masse métallique fixée au châssis à l'arrière du chariot, nécessaire pour compenser la masse de la charge. Dans un chariot élévateur électrique, l'ensemble des batteries acide-plomb servent elles-mêmes de contrepoids. Le fret maximum à soulever en fonction de son centre de gravité, peut être lu sur un diagramme de charge admissible.

## Typologie
- Transpalette manuel ou électrique
- Gerbeur manuel ou électrique
- Chariot pour la manutention de bobines, fûts, bassines, seaux, bacs
- Chariot frontal électrique ou thermique « gaz ou Diesel » ou hybride
- Préparateur de commandes
- Chariot bi ou tri-directionnel (mouvement de fourche : télescopique ou avec tête rotative)
- Chariot télescopique tout terrain
- Chariot à prise latérale
- Chariot à mât rétractable
- Chariot à quatre sens de marche (directions)
- Chariot pour allées (de travail) étroites
- Chariot embarqué (sur camion)
- Chariot tout terrain
- Chariot avec accessoires pour des travaux spécifiques comme des rotateurs, des pinces et des plates-formes de travaux/cage
- Chariot compact à quatre directions pour des couloirs étroits
- Chariot automatique géoguidé par technologie 3D
- Chariot rotatif
- Chariot supérieur
- Chariot à bateaux
- Porte Conteneur

Différents types de chariots élévateurs
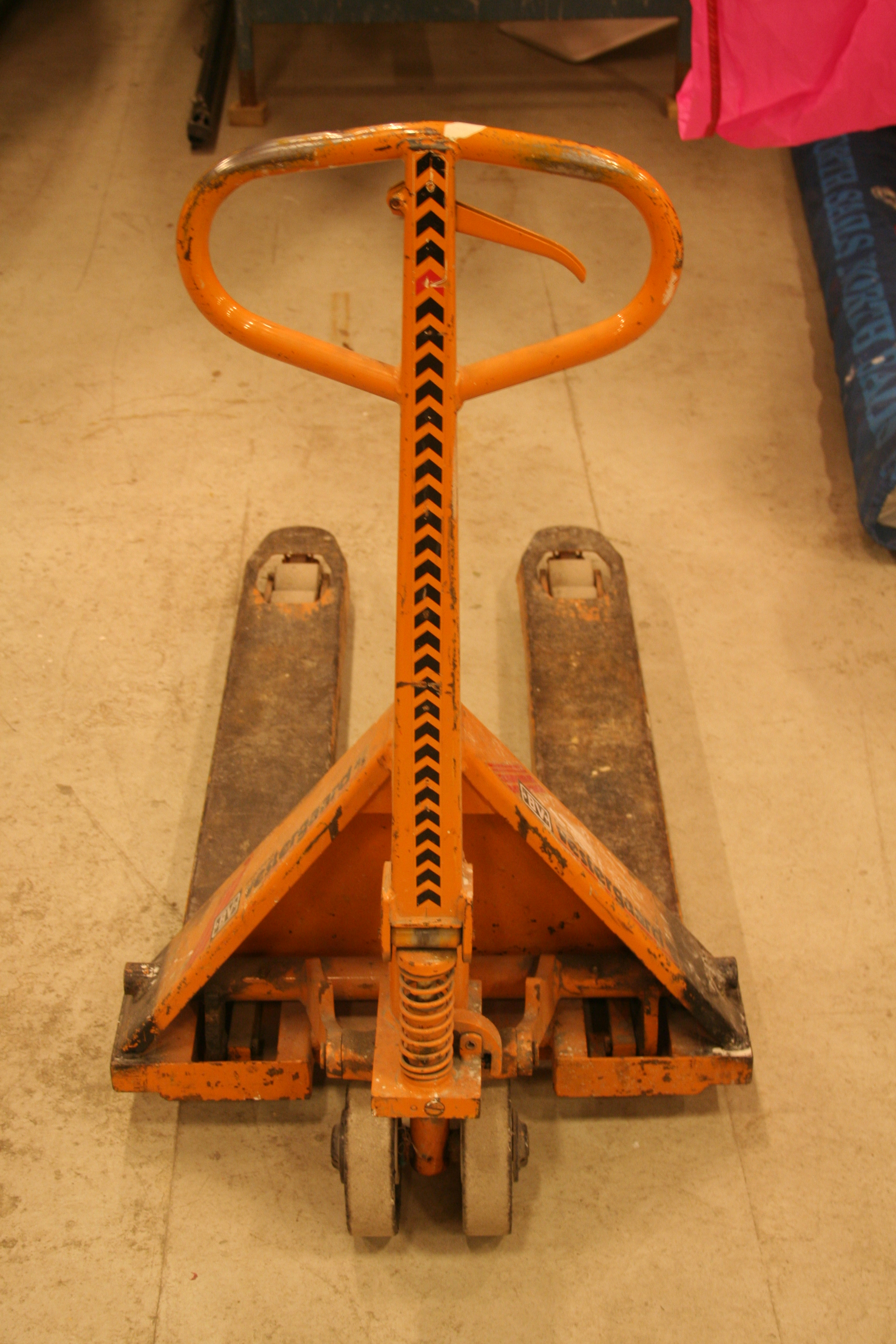
Transpalette manuel.
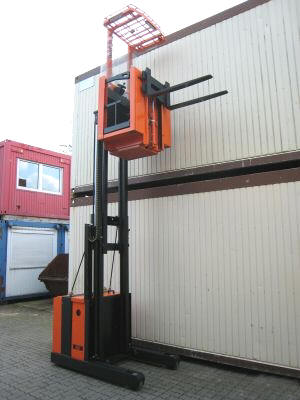
Préparateur de commandes à poste de conduite élevage.
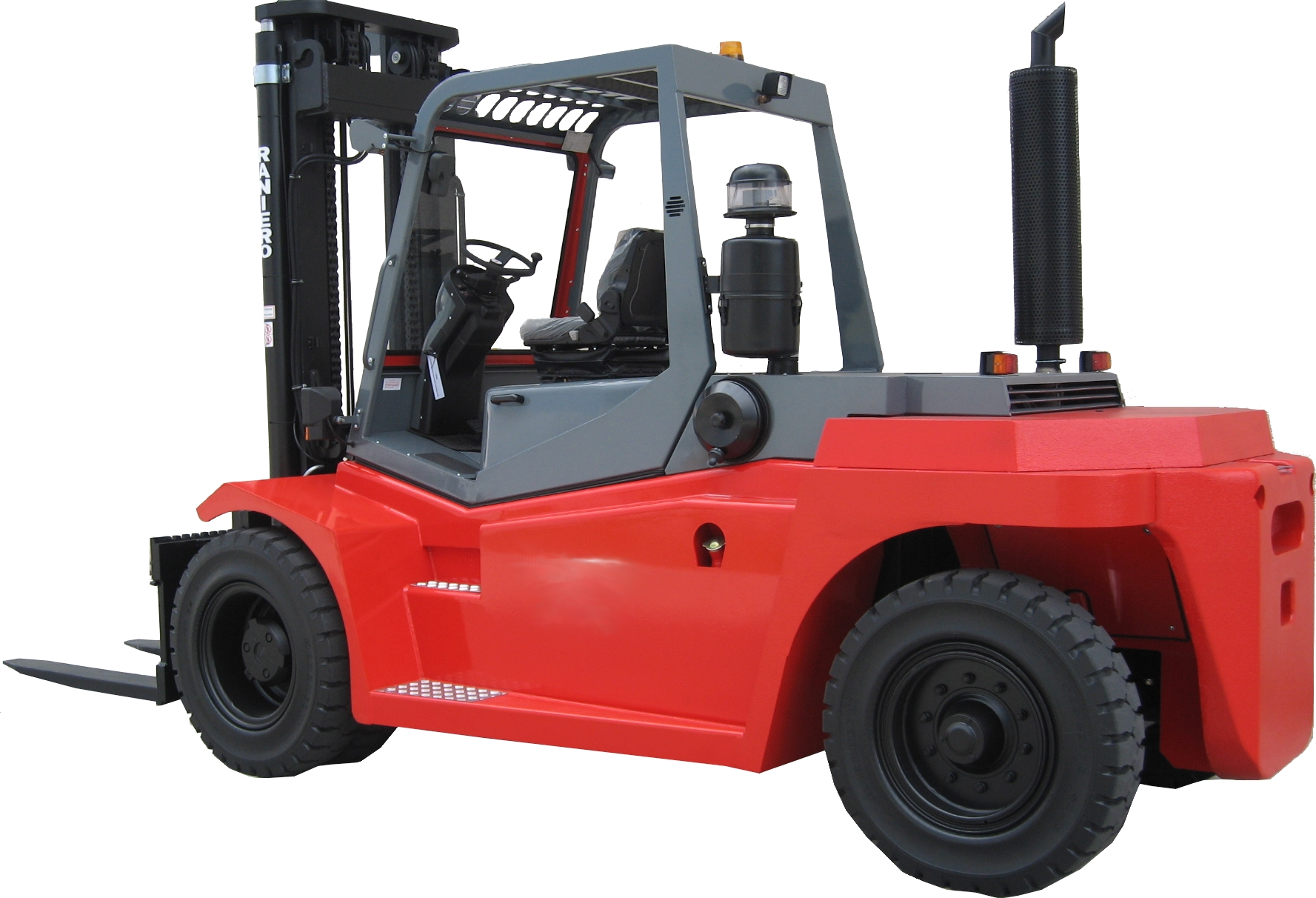
Chariot élévateur de  gros tonnage.
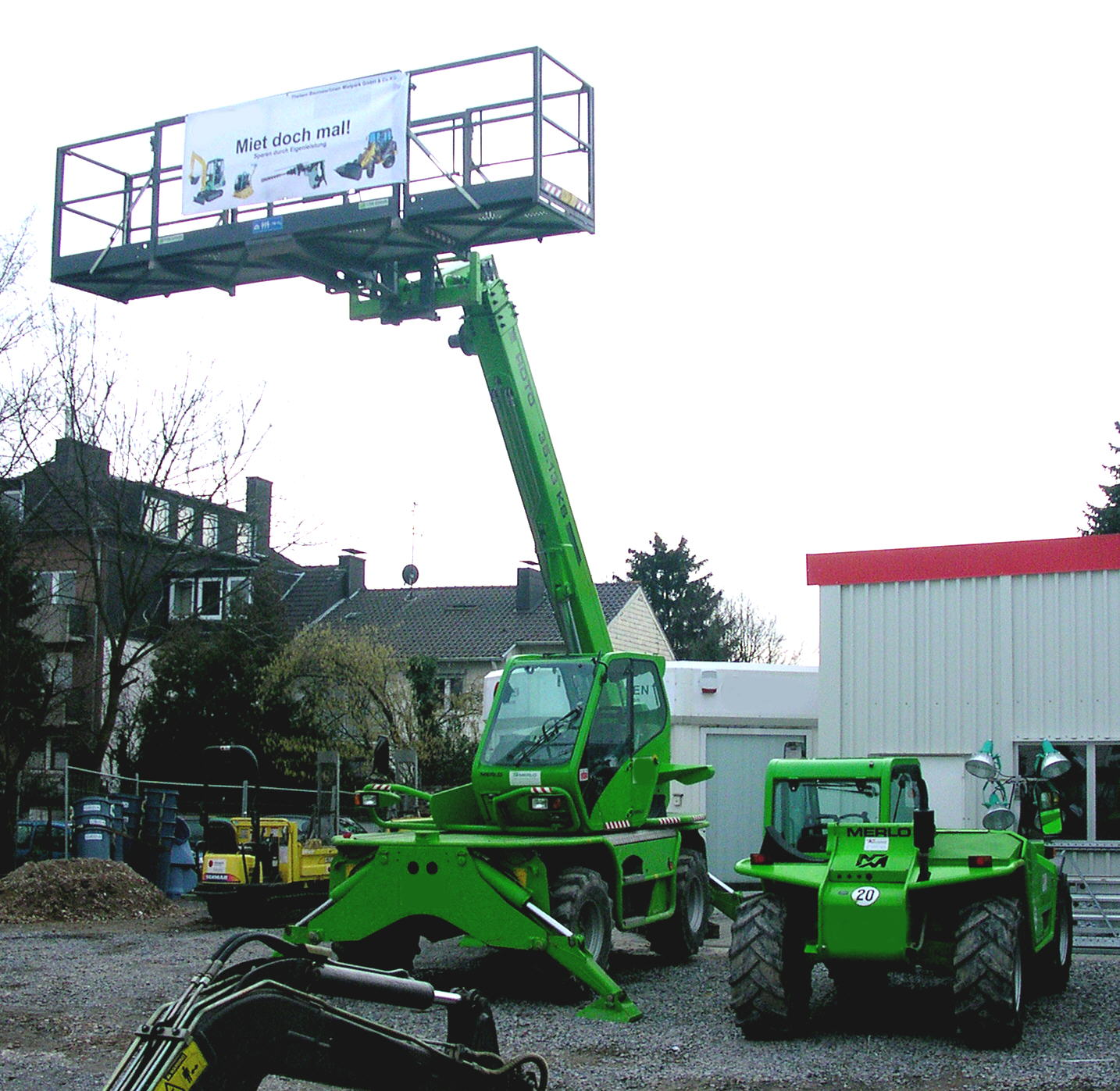
Chariot télescopique Merlo à double commande avec nacelle.
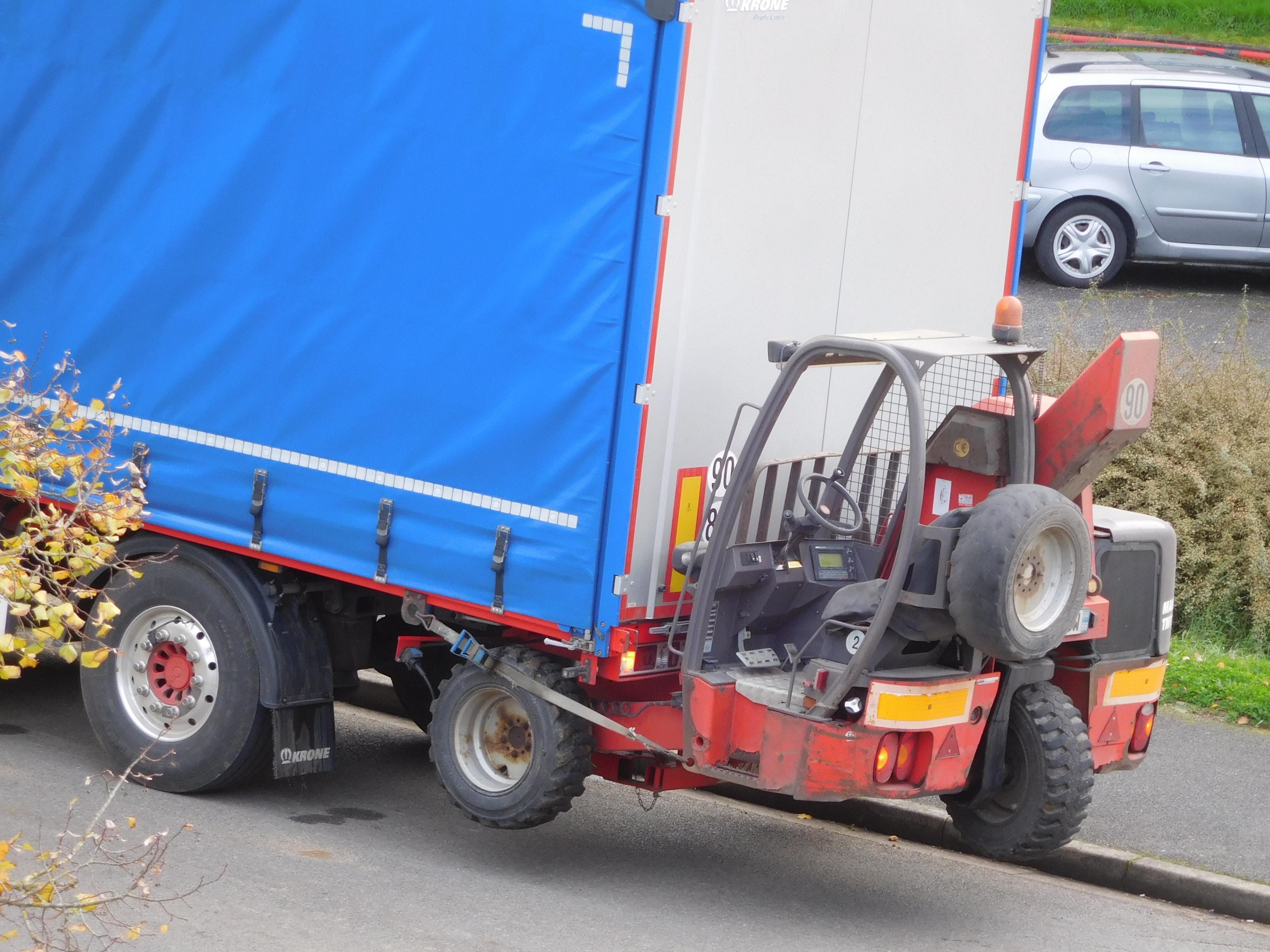
Chariot embarqué Manitou.

## Sécurité
L'Institut national de recherche et de sécurité (INRS) diffuse des brochures de prévention dans ce domaine,.

### Normes de fabrication
Un chariot de manutention est une machine qui devait être conforme à la Directive 2006/42/CE et aujourd'hui au Règlement UE 2023/1230. Des règles techniques en matière de sécurité et de santé applicables à la conception des machines neuves CE ont été transposées en droit français dans l'annexe 1 au décret no 2008-1156 du 7 novembre 2008.
Depuis le début de l'année 2010, il n'y a plus de normes harmonisées pour la conception de ces équipements.

### Entretien et contrôles
Pour garantir la sécurité, mais également afin d'éviter la rupture des flux, le chariot élévateur doit être entretenu régulièrement et faire l'objet d'un minimum de contrôles obligatoires.
Dans sa formation de CACES cariste, le personnel devant conduire le chariot élévateur a reçu les règles impératives de contrôle de l'entretien du chariot élévateur.
Les règles d'entretien regroupent des :
- contrôles quotidiens, à faire à l'embauche ;
- contrôles systématiques, avant toute utilisation,

suivis d'entretien périodique, selon le nombre d'heures de l'engin.
Les contrôles doivent être faits par le personnel CACES cariste qui est responsable du chariot élévateur, sous la responsabilité du conducteur CACES cariste.

#### Contrôles quotidiens
À chaque embauche, avant de démarrer le chariot élévateur, le cariste doit vérifier :
- l'état général et la propreté des organes du chariot élévateur ;
- l'absence d'objets déposés sur la carrosserie ou le plancher ;
- le dégagement en hauteur pour manœuvrer le chariot élévateur ;
- la liberté de manœuvre autour du chariot élévateur ;
- la présence de l'extincteur obligatoire ;
- l'absence de flaque autour du chariot indiquant une fuite ;
- les niveaux (carburant, lubrifiant, refroidissement) des chariots thermiques ;
- la charge des batteries et l'état des connexions[6] (bouchons en place, batteries fixées et capot protecteur en place) des chariots électriques ;
- l'état du mât de levée (boulons, flexibles hydrauliques, chaînes, raccords) ;
- l'état des fourches et du tablier ;
- l'état des bandages et pneumatiques et la pression éventuelle ;
- le fonctionnement des avertisseurs sonores (klaxon et recul), des feux (recul, clignotants, gyrophare) et des voyants au tableau de bord.

#### Contrôles avant utilisation
Avant chaque utilisation du chariot élévateur, et pendant sa conduite, la cariste doit constamment vérifier :
- l'état de la ceinture de sécurité ;
- le bon fonctionnement automatique des freins (frein de sécurité, frein de stationnement, pédale de frein) ;
- la progressivité de l'embrayage (convertisseur et hydrostatique) ;
- l'absence de jeu dans la direction ;
- le fonctionnement de tous les organes du mât (levée et descente totales, inclinaison avant et arrière) ;
- l'absence de bruit anormal et de fuites pendant le fonctionnement ;
- le fonctionnement de tous les indicateurs au tableau de bord.

### Contrôle technique ou VGP
En France, les matériels de manutention doivent être contrôlés suivant les dispositions de l'arrêté du 1er mars 2004. Cet arrêté dispose les conditions des contrôles. En règle générale, les matériels de levage doivent être contrôlés tous les douze mois, mais de nombreux équipements (appareils mobiles, équipements de levage de personnes, etc.) nécessitent une vérification semestrielle. C'est le cas pour tous les chariots de manutention, qu'ils soient à conducteur porté ou accompagnant, dès lors qu'ils permettent d'élever la charge d'une hauteur significative. Cette vérification générale périodique (VGP) doit être effectuée par un organisme agréé ou un personnel ayant reçu la formation adéquate.
Tous les matériels de manutention doivent en outre passer un examen d'adéquation qui consiste à vérifier que le matériel est adéquat pour l'utilisation prévue. Cette obligation est précisée dans l'arrêté du 1er mars 2004.

### Formation du conducteur

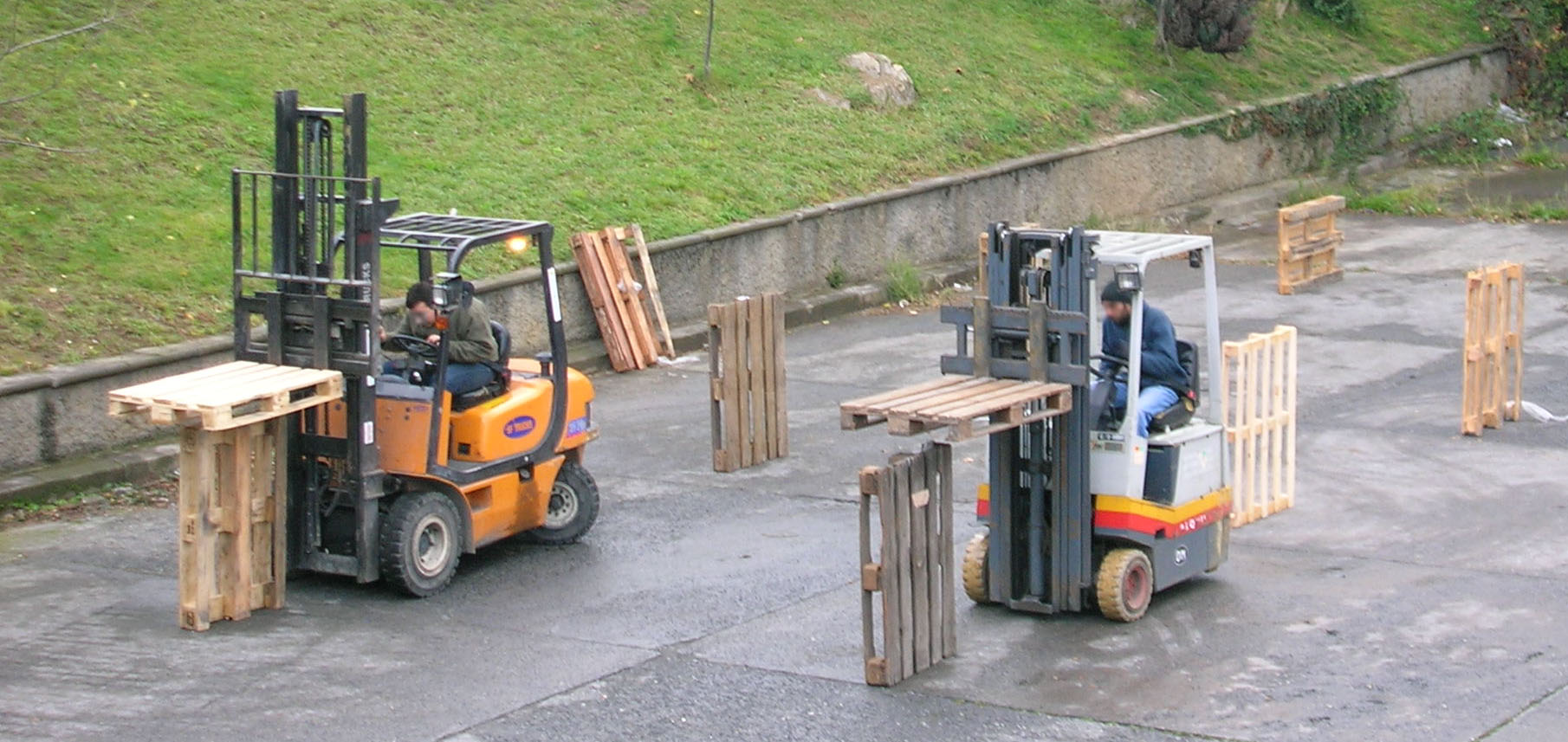
Exemple de test lors de l'apprentissage à la conduite.

En France, le conducteur doit avoir reçu une formation adaptée et être titulaire d'une autorisation de conduite délivrée par le chef d'établissement du site d'utilisation du chariot élévateur. Le code du travail n'impose pas l'obligation de posséder un Certificat d'aptitude à la conduite en sécurité, connu sous le nom de CACES pour conduire un engin de chantier ou de manutention. Il impose seulement la possession de l'autorisation de conduite, qui ne doit être délivrée par l'employeur qu'après que le candidat conducteur ait suivi une formation et ait fait l'objet d'une évaluation de ses connaissances et de son savoir-faire pour la conduite en sécurité. L'autorité publique (ministère) considère toutefois que le CACES constitue un bon moyen (facultatif au 28 novembre 2009) de remplir cette obligation de contrôle, sanctionnée par la délivrance du certificat à l'issue du test par un organisme testeur certifié.
L'autorisation de conduite doit être délivrée par le chef d'entreprise ou son représentant délégataire de pouvoir. Pour délivrer cette autorisation de conduite il faut s'assurer que le salarié soit apte médicalement (à préciser au médecin du travail lors de la visite médicale) à la conduite d'engins, soit en possession d'un certificat de formation type CACES, et qu'il ait reçu une formation spécifique au poste de travail.

### Risques particuliers
En termes d'achat, de location : la phase d'acquisition (loyer financier + loyer de maintenance) du chariot élévateur doit intégrer la phase à venir d'exploitation du matériel (le facturable « hors contrat »).
En termes d'exploitation :
- les coûts d'exploitation, et la qualité du, des prestataire(s) chargé(s) de ce service constituent une des clés d'équilibre de ce centre de coûts à surveiller par le contrôleur de gestion.

Le taux horaire de la main d’œuvre associé à quelques exemples de forfait de temps d’intervention, le barème de déplacement kilométrique, une liste de préconisation chiffrée des pièces détachées principales ;
- le simple libellé franglais : Full service (très variable d'un prestataire à l'autre et comportant un grand nombre de limites contractuelles) ne doit pas masquer les futurs coûts à venir pour conserver une continuité de service effective des matériels, tout en limitant le temps à passer auprès d'interlocuteurs multiples.

Une des pistes à surveiller pour identifier la présence d’un partenaire « iceberg », est un coût d’acquisition des matériels neufs trop bas, et les charges fixes associées à la taille du, des futur(s) partenaire(s).

## Économie et achats durables
Le marché mondial des chariots élévateurs neufs est en croissance avec environ 980 000 chariots produits par an en 2012. Les constructeurs historiques sont encore européens, japonais ou américains mais de plus en plus, chinois ou coréens.

## Dans la fiction
- Une valse dans les allées (2018) est un film allemand dont les personnages sont les employés d'un supermarché. Le chariot élévateur tient une place centrale dans la vie du personnage principal, un « bleu » qui doit apprendre à maîtriser cette machine devenue source de poésie.